# Nati nel 1939/Giugno
| Questa pagina contiene informazioni ricavate automaticamente dalle voci biografiche con l'ausilio del template Bio e di un bot. L'aggiornamento è periodico e automatico e ricostruisce completamente la pagina. Se manca una persona in questa lista, sei pregato di non aggiungerla, ma accertati piuttosto che la sua voce biografica contenga il template Bio e che i dati anagrafici siano correttamente compilati. Se il template Bio manca, inseriscilo tu stesso o, in alternativa, metti l'avviso {{tmp\|Bio}} che ne segnala la mancanza. Se i dati riportati sono sbagliati, correggi direttamente la voce biografica; le modifiche saranno visibili in questa lista entro pochi giorni. Per chiarimenti vedi il progetto biografie. La lista contiene solo le 194 persone che sono citate nell'enciclopedia e per le quali è stato implementato correttamente il template Bio. Pagina aggiornata al 18 ago 2025. |

- 1º giugno - Stefano Calzetta, mafioso e collaboratore di giustizia italiano († 1992)
- 1º giugno - Mario Genco, giornalista e scrittore italiano
- 1º giugno - Bernard Kusi, ex calciatore ghanese
- 1º giugno - Sven-Eric Liedman, scrittore e storico svedese
- 1º giugno - Cleavon Little, attore statunitense († 1992)
- 1º giugno - Gianfranco Mariotti, politico italiano († 1992)
- 1º giugno - Bruno Menardi, bobbista e alpinista italiano († 1997)
- 1º giugno - Luitfried Salvini-Plawen, naturalista austriaco († 2014)
- 2 giugno - Jørgen Jensen, lottatore danese († 1995)
- 2 giugno - Alberto Manchinu, politico italiano
- 2 giugno - Carlos Quintanar, cestista e allenatore di pallacanestro messicano († 2010)
- 2 giugno - Alfredo Stussi, filologo italiano
- 3 giugno - Joseph Agyemang-Gyau, calciatore ghanese († 2015)
- 3 giugno - Kathleen E. Woodiwiss, scrittrice statunitense († 2007)
- 3 giugno - Ian Hunter, cantante e compositore britannico
- 4 giugno - Leonardo Cavallini, bobbista italiano († 2023)
- 4 giugno - Ottavio Cogliati, ciclista su strada italiano († 2008)
- 4 giugno - Henri Pachard, regista statunitense († 2008)
- 4 giugno - George Reid, politico e giornalista britannico († 2025)
- 4 giugno - Elaine Schreiber, atleta paralimpica e tennistavolista australiana († 2017)
- 5 giugno - Joe Clark, politico canadese
- 5 giugno - Margaret Drabble, scrittrice, critica letteraria e biografa britannica
- 5 giugno - Fabio Finocchiaro, scacchista italiano
- 5 giugno - Bruno Gaburro, regista e sceneggiatore italiano
- 5 giugno - Nicole Robert, ex cestista francese
- 5 giugno - Jack Turner, cestista statunitense († 2013)
- 5 giugno - Pongsri Woranuch, cantante e musicista thailandese († 2025)
- 5 giugno - L. R. Wright, scrittrice canadese († 2001)
- 5 giugno - Franz Wöhrer, ex arbitro di calcio austriaco
- 6 giugno - Gary U.S. Bonds, cantante statunitense
- 6 giugno - Louis Andriessen, compositore olandese († 2021)
- 6 giugno - Giacomo Aragall, tenore spagnolo
- 6 giugno - Pavllo Bukoviku, ex calciatore albanese
- 6 giugno - Antonio Roberto Camatta, allenatore di calcio e ex calciatore brasiliano
- 6 giugno - Mario Dal Molin, ex calciatore italiano
- 6 giugno - Doug Hart, giocatore di football americano statunitense († 2020)
- 6 giugno - William Hartmann, astronomo, pittore e saggista statunitense
- 6 giugno - Arne Hertz, ex copilota di rally svedese
- 6 giugno - Roberto Malenotti, regista e sceneggiatore italiano
- 6 giugno - Joan Martinez Alier, economista spagnolo
- 6 giugno - Gurbachan Singh Randhawa, ex multiplista e ostacolista indiano
- 6 giugno - Marvin Trachtenberg, storico dell'architettura e critico d'arte statunitense
- 6 giugno - Marian Wright Edelman, attivista statunitense
- 7 giugno - Giampaolo Bettamio, ex politico italiano
- 7 giugno - Carlo Cervetto, ex calciatore italiano
- 7 giugno - Eri Klas, direttore d'orchestra estone († 2016)
- 7 giugno - Dīmītrios Salachas, vescovo cattolico greco († 2023)
- 8 giugno - Herb Adderley, giocatore di football americano statunitense († 2020)
- 8 giugno - Gerhard Amendt, sociologo tedesco
- 8 giugno - Giorgio Azzaroni, pittore italiano († 2009)
- 8 giugno - Bernie Casey, attore e giocatore di football americano statunitense († 2017)
- 8 giugno - Norman Davies, storico e saggista britannico
- 8 giugno - Geoffrey Hutchings, attore inglese († 2010)
- 8 giugno - Hans Nylund, calciatore norvegese († 2017)
- 8 giugno - Johann Schädler, slittinista liechtensteinese († 1988)
- 8 giugno - Bill Watrous, trombonista statunitense († 2018)
- 8 giugno - Dave Zeller, cestista statunitense († 2020)
- 9 giugno - Ileana Cotrubaș, soprano rumeno
- 9 giugno - David Hobbs, pilota di Formula 1 britannico
- 9 giugno - Michel Lang, regista e sceneggiatore francese († 2014)
- 9 giugno - Mike Melillo, pianista e compositore statunitense
- 9 giugno - Claudio Stagni, vescovo cattolico italiano
- 9 giugno - Dick Vitale, allenatore di pallacanestro e telecronista sportivo statunitense
- 9 giugno - Charles Webb, scrittore statunitense († 2020)
- 10 giugno - Chuck Ferries, sciatore alpino, allenatore di sci alpino e dirigente sportivo statunitense († 2025)
- 10 giugno - Alexandra Stewart, attrice canadese
- 11 giugno - Wilma Burgess, cantante statunitense († 2003)
- 11 giugno - Christina Crawford, attrice, scrittrice e attivista statunitense
- 11 giugno - Chris Crowe, calciatore inglese († 2003)
- 11 giugno - Dieter Lindner, calciatore tedesco († 2024)
- 11 giugno - Franco Manfroi, fondista italiano († 2005)
- 11 giugno - Guido Manuli, animatore, disegnatore e regista italiano
- 11 giugno - Juan Navarro Baldeweg, architetto, scultore e pittore spagnolo
- 11 giugno - Salvatore Nunnari, arcivescovo cattolico italiano
- 11 giugno - Bernard Purdie, batterista statunitense
- 11 giugno - Mirko Stojanović, ex calciatore e allenatore di calcio jugoslavo
- 11 giugno - Osvaldo Verdi, dirigente sportivo, allenatore di calcio e calciatore italiano († 2017)
- 11 giugno - Jackie Stewart, ex pilota automobilistico scozzese
- 13 giugno - Gariba Abukari, calciatore ghanese († 2021)
- 13 giugno - Magdolna Balogh, ex cestista ungherese
- 13 giugno - Giambattista Cescutti, cestista e allenatore di pallacanestro italiano († 2023)
- 13 giugno - John Bortey Naawu, ex calciatore ghanese
- 13 giugno - Gianna Schelotto, saggista, giornalista e politica italiana
- 13 giugno - Siegfried & Roy, illusionista statunitense († 2021)
- 13 giugno - Antal Szentmihályi, allenatore di calcio e ex calciatore ungherese
- 14 giugno - Carlo Gandini, ex bobbista e alpinista italiano
- 14 giugno - Steny Hoyer, politico e avvocato statunitense
- 14 giugno - Tom Matte, giocatore di football americano statunitense († 2021)
- 14 giugno - Marta May, attrice spagnola
- 14 giugno - Peter Mayle, scrittore britannico († 2018)
- 14 giugno - Risto Näätänen, psicologo finlandese († 2023)
- 14 giugno - Antônio Salvador Sucar, cestista brasiliano († 2018)
- 15 giugno - Lol Mahamat Choua, politico ciadiano († 2019)
- 15 giugno - José Gil, filosofo e saggista portoghese
- 15 giugno - Martha Gultom, ex nuotatrice indonesiana
- 15 giugno - Brian Jacques, scrittore inglese († 2011)
- 15 giugno - Pasquale Lombardi, calciatore italiano († 2018)
- 15 giugno - Juan Martos, ex cestista spagnolo
- 15 giugno - Daniel Richter, mimo, alpinista e attore statunitense
- 15 giugno - Enzo Staiola, attore italiano († 2025)
- 16 giugno - Giorgio Cisbani, politico italiano
- 16 giugno - Giancarlo Governi, autore televisivo, sceneggiatore e scrittore italiano
- 16 giugno - Billy Hainey, ex calciatore scozzese
- 16 giugno - Salvatore Leonardi, politico italiano
- 16 giugno - Gianfranco Zappettini, pittore italiano
- 17 giugno - Carlo Cercignani, fisico e matematico italiano († 2010)
- 17 giugno - Vittorio Goretti, astronomo italiano († 2016)
- 17 giugno - Barry Howson, ex cestista canadese
- 17 giugno - Peter Sykes, regista australiano († 2006)
- 17 giugno - Krzysztof Zanussi, regista, sceneggiatore e produttore cinematografico polacco
- 18 giugno - Béatrice Altariba, attrice e modella francese
- 18 giugno - Lou Brock, giocatore di baseball statunitense († 2020)
- 18 giugno - Eyvind Clausen, calciatore danese († 2013)
- 18 giugno - Giovanni Cornacchia, ostacolista e dirigente sportivo italiano († 2008)
- 18 giugno - Paolo Gibertoni, politico italiano
- 18 giugno - Jack Herer, attivista statunitense († 2010)
- 18 giugno - Oleg Grigor'evič Jančenko, organista e compositore russo († 2002)
- 18 giugno - Michail Nikolaevič Kuraev, scrittore e sceneggiatore russo
- 18 giugno - Claudio Nassi, dirigente sportivo e ex calciatore italiano
- 18 giugno - Jack O'Brien, regista teatrale, produttore teatrale e librettista statunitense
- 18 giugno - Giuseppe Vivenzio, fantino italiano († 2021)
- 19 giugno - Jurij Timofeevič Galanskov, scrittore, poeta e giornalista russo († 1972)
- 19 giugno - Cecilia Gatto Trocchi, antropologa e scrittrice italiana († 2005)
- 19 giugno - Rosalba Neri, attrice italiana
- 19 giugno - Mario Villa, ex calciatore italiano
- 19 giugno - Hilário da Conceição, ex calciatore portoghese
- 20 giugno - Jean-Pierre De Petro, ex slittinista francese
- 20 giugno - Dušan Drašković, allenatore di calcio e ex calciatore jugoslavo
- 20 giugno - Jean-René Fourtou, dirigente d'azienda francese
- 20 giugno - Detlef Lewe, canoista tedesco († 2008)
- 20 giugno - Peter MacDonald, regista e produttore cinematografico britannico
- 20 giugno - Luigi Mainardi, calciatore italiano († 1998)
- 20 giugno - Ivo Mršnik, pittore e grafico sloveno
- 20 giugno - Bob Neuwirth, cantautore, chitarrista e produttore discografico statunitense († 2022)
- 20 giugno - Lauri Nurma, ex cestista finlandese
- 20 giugno - Budge Rogers, ex rugbista a 15, allenatore di rugby a 15 e dirigente sportivo britannico
- 21 giugno - Rubén Berríos, politico portoricano
- 21 giugno - Charles Jencks, architetto del paesaggio statunitense († 2019)
- 21 giugno - Moulay Idriss Khanoussi, ex calciatore marocchino
- 21 giugno - Wilfried Klingbiel, ex calciatore tedesco orientale
- 21 giugno - Luis Segura, cantante dominicano
- 22 giugno - Carlo Cabigiosu, ex militare italiano
- 22 giugno - Luis Eyzaguirre, ex calciatore cileno
- 22 giugno - Robert Kramer, regista, sceneggiatore e attore statunitense († 1999)
- 22 giugno - Paul Lannoye, politico belga († 2021)
- 22 giugno - Ada Yonath, chimica e cristallografa israeliana
- 23 giugno - Domenico Di Virgilio, politico e medico italiano († 2021)
- 23 giugno - Peter Kocher, astronomo svizzero († 2025)
- 23 giugno - Norbert Pogrzeba, ex calciatore polacco
- 23 giugno - Álvaro Pombo, scrittore e poeta spagnolo
- 23 giugno - Charlie Spoonhour, allenatore di pallacanestro statunitense († 2012)
- 24 giugno - Stephen Dunn, poeta statunitense († 2021)
- 24 giugno - John H. Flood, politico statunitense († 2016)
- 24 giugno - Brigitte Fontaine, cantante, scrittrice e poetessa francese
- 24 giugno - Henry Lawrence Garrett, politico statunitense
- 24 giugno - Michael Gothard, attore britannico († 1992)
- 24 giugno - Angelo Micheletti, ingegnere italiano
- 24 giugno - Andrea Monorchio, economista e dirigente pubblico italiano
- 24 giugno - Ha Schult, artista tedesco
- 24 giugno - Fernando Soto Henríquez, aviatore e ufficiale honduregno († 2006)
- 25 giugno - Angelo Baracca, fisico e attivista italiano († 2023)
- 25 giugno - Allen Fox, ex tennista statunitense
- 25 giugno - Angelo Gargani, magistrato e dirigente pubblico italiano
- 25 giugno - Andreas Roland Grüntzig, medico e radiologo tedesco († 1985)
- 25 giugno - Franco Landri, dirigente sportivo e calciatore italiano († 2013)
- 25 giugno - Curtis McClinton, ex giocatore di football americano statunitense
- 26 giugno - Luis Morao Andreazza, vescovo cattolico e missionario italiano
- 26 giugno - George Braith, sassofonista statunitense
- 26 giugno - Osvaldo Hurtado Larrea, politico ecuadoriano
- 26 giugno - Blaine Lindgren, ostacolista statunitense († 2019)
- 26 giugno - Enzo Mari, ex hockeista su pista italiano
- 26 giugno - Pierluigi Pagni, ex calciatore italiano
- 26 giugno - Chuck Robb, politico e militare statunitense
- 26 giugno - Marisa Terzi, cantautrice italiana
- 27 giugno - Ignazio Bedini, arcivescovo cattolico e missionario italiano
- 27 giugno - Rahul Dev Burman, compositore indiano († 1994)
- 27 giugno - Piero Cucchi, ex calciatore e allenatore di calcio italiano
- 27 giugno - Aldo Dezi, ex canoista italiano
- 27 giugno - Ivan Doig, scrittore statunitense († 2015)
- 27 giugno - Ernst Falch, ex sciatore alpino e allenatore di sci alpino austriaco
- 28 giugno - Giorgio Canali, allenatore di calcio e ex calciatore italiano
- 28 giugno - Marc Cavell, attore e cantante statunitense († 2004)
- 29 giugno - Eugenia Casini-Ropa, storica dell'arte e saggista italiana
- 29 giugno - Pier Paolo Cattozzi, giornalista italiano
- 29 giugno - Sante Gaiardoni, pistard e ciclista su strada italiano († 2023)
- 29 giugno - Brian Johnson, effettista britannico
- 29 giugno - Lo Lieh, attore e regista indonesiano († 2002)
- 29 giugno - Szonja Székvári, ex cestista ungherese
- 30 giugno - Tony Hatch, compositore britannico
- 30 giugno - Harry Källström, pilota di rally svedese († 2009)
- 30 giugno - Anna-Greta Leijon, politica svedese († 2024)
- 30 giugno - José Emilio Pacheco, poeta, scrittore e traduttore messicano († 2014)
- 30 giugno - Renzo Rovatti, dirigente sportivo e ex calciatore italiano
- 30 giugno - Tunku Annuar, principe malese († 2014)